# Open plek

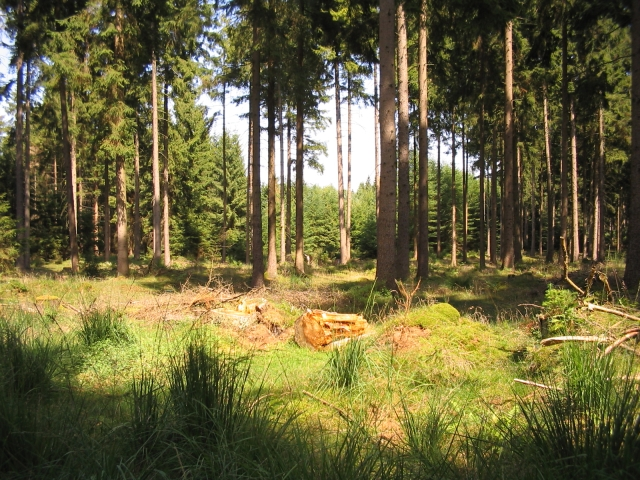
Open plek in een sparrenbos

Een open plek is een ruimte in een verder gesloten vegetatie, waar zich plaatselijk geen begroeiing bevindt of in veel lagere bedekking. Open plekken dragen bij aan de vegetatiestructuur.
Voorbeelden zijn een plek in een grazige vegetatie waar zich nauwelijks planten bevinden en de bodem zichtbaar is, of een bos waar in de boomlaag zich geen bomen bevinden of veel minder dan in de directe omgeving (een laar). 

## Bos
Op een open plek in een bos kunnen lichtminnende planten groeien, waardoor de biodiversiteit vaak kan toenemen. Ook komen er vaak dieren om er te grazen of te drinken. Modern bosbeheer is er op gericht op natuurlijke wijze open plekken te laten ontstaan, bijvoorbeeld door bomen zo oud te laten worden dat ze vanzelf of bij storm omvallen. Bij productiebossen ontstaan open plekken meestal alleen door kap van hele percelen.
Door het creëren van plekken in oude monoculturen ontstaat er weer een gelaagdheid in de vegetatie. Ook krijgen andere soorten bomen en struiken een kans zich te ontwikkelen. De bedoeling is dat de natuur hier weer wat afwisselender mee wordt gemaakt, waardoor er meer variatie optreedt in zowel flora als fauna. Dit zou tot een meer natuurlijk bos moeten leiden.
Een tra is een kunstmatig opengehouden brandgang die bij bosbranden een barrière vormt tegen overslaand vuur.

## Fotogalerij

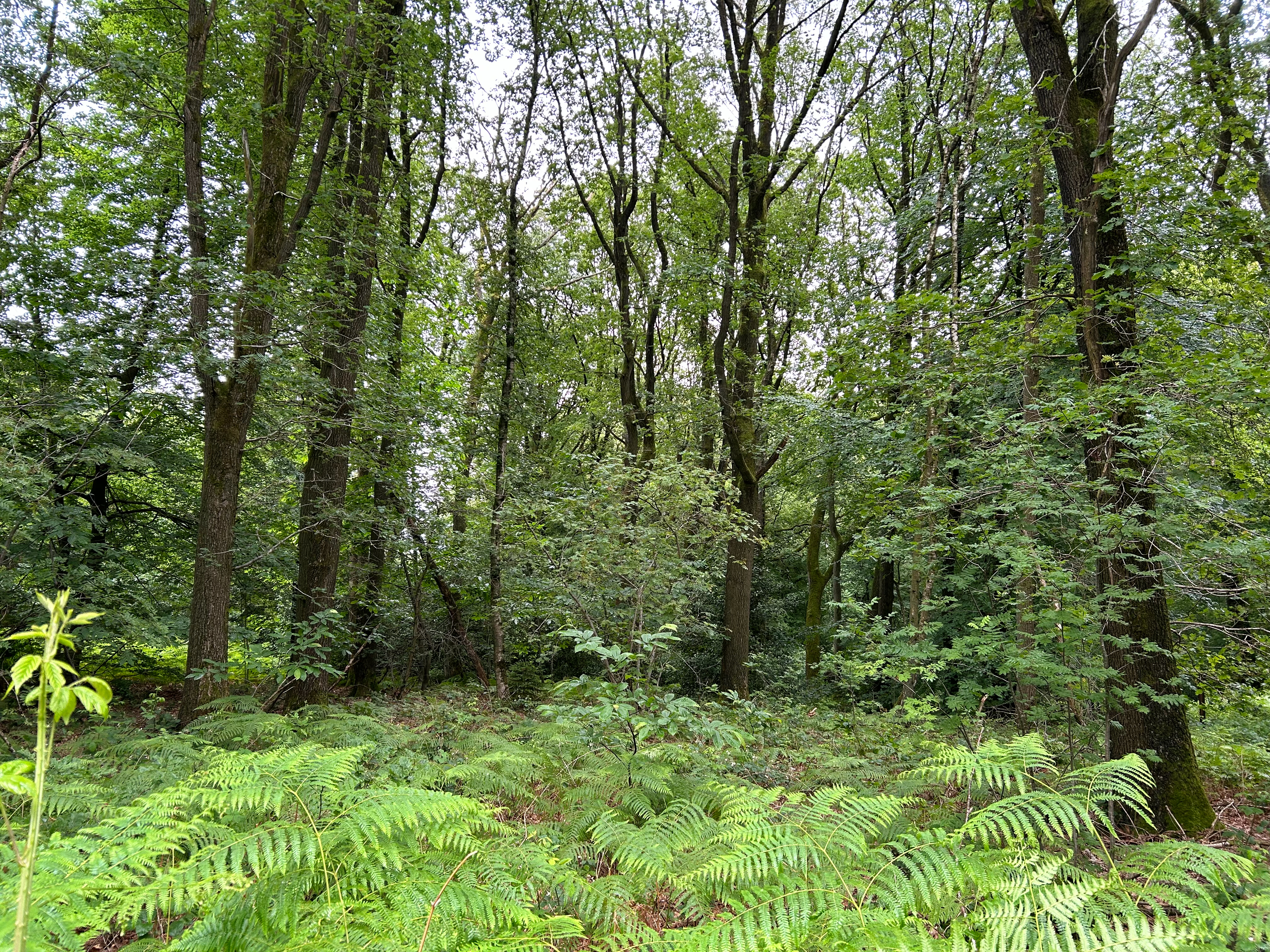
Een kleine open plek in een berken-eikenbos